# مقاطعة شيموتسوغا
مقاطعة شيموتسوغا  (下都賀郡 Shimotsuga-gun) هي إحدى مقاطعات اليابان تقع في محافظة توتشيغي. حسب إحصاء عام 2011، بلغ عدد السكان إلى 83،304 نسمة والكثافة السكانية إلى 603 نسمة لكل كيلومتر مربع. والمساحة الإجمالية 138.07 كيلومتر مربع.

## المدن والقرى
- ميبو
- نوغي

## الاندماج
- في 1 أبريل 1889، دُمجت شيموتسوكي في مقاطعة شيموتسوجا.
- في 10 يناير 2006، دُمجت مدينتا كوكوبونجي وإيشيباشي مع بلدة ميناميكاواشي من مقاطعة كاواشي، لتشكل جزءًا من مدينة شيموتسوكا الجديدة.
- في 29 مارس 2010، دُمجت بلدتا فوجيوكا، أوهيرا وأتسوغة في مدينة توتشيغي.
- في 5 أبريل 2014، دُمجت بلدة لوافوني في مدينة توتشيغي.